# 黎耀昌
黎耀昌（英語：Lai Yiu Cheong，1988年9月25日—），生於香港，香港足球運動員，司職右中場，現時效力於香港丙組聯賽球会花花。

## 早年生活
黎耀昌生於香港，自小成長在黃大仙東頭邨，於小學五年級時參加麥當勞青訓計劃，並獲選最有價值球員，一年後他為天主教伍華小學贏得全港學界賽事冠軍，在賽事中獲選最佳攻擊球員，隨後便入選香港小學學界代表隊代表香港到澳門和東亞國家的小學踢國際賽，在小學時已經贏得一切榮譽的黎耀昌早已是香港的明日之星，不過他與不少本地球員不同，沒有進入球會青年軍接受正規訓練，直至16歲時黎耀昌在街場獲朋友勸籲，最終在幾個朋友陪同下到流浪試腳，而都獲流浪取錄。

## 球會生涯
黎耀昌初出道效力丙組地區聯賽球會西貢，在一次預備組賽事連扭幾關技驚四座，獲得當時的甲組球會天水圍飛馬和南華招手，於2004年在甲組球會流浪出道，直至2008年流浪護級失敗降班後，黎耀昌追隨球會總監李輝立轉會四海，期間被球會多次外借到不同甲組球會，在2009年1月外借至天水圍飛馬更曾在香港大球場離門40碼轟破母會流浪大門，於2012年7月外借到地區球會屯門，並協助球會取得聯賽季軍，至2014年1月外借到晨曦至球季結束。
在2014/15球季，黎耀昌加盟港超聯地區球會黃大仙，並於10月19日作客和富大埔的聯賽，取得加盟後的首個入球隨後他在大敗予南華的賽事，於邊路連過3名南華後衛贏盡球迷掌聲，到季尾南華於社交網站宣佈黎耀昌加盟，並對元朗的高級組銀牌8強在80分鐘後備入替，1分鐘後即助攻隊友梁振邦入球，再在補時階段個人突破推入禁區單刀射門中柱，由隊友艾華補射成4–0完場。
但在南華教練列卡度麾下，黎耀昌整季只獲派3場上陣機會，在球隊競爭大之下出場機會寡寡可數，直到南華於亞協盃出局後，他獲助教顧錦輝主動勸籲出外找機會，適逢流浪行政總裁馮嘉奇又力邀他加盟，回到流浪後黎耀昌再受重用，其中於9月25日作客以1–2不敵東方龍獅的聯賽後備入替，在65分鐘引來對方外援球員迪高犯規兩黃一紅被逐，在10月24日倒戈屬會南華的聯賽取得追平的入球，再在補時階段，把握反擊機會右路傳中羅俊仁遠柱頭槌破網反先3–2，完場前黎耀昌先在半場一扭三個南華球員，再引球推進禁區頂遠射得手成4–2，職業生涯首次梅開二度，他於賽後當選賽事最有價值球員，證明自己，而其片段在社交網站不停轉載獲球迷不少掌聲和讚賞，不過賽後評論矛頭直指南華看守教練列卡度換人調動失當，而外借黎耀昌予理文流浪亦是重大失着，球隊管理層經會議檢討後，於官方社交網站發表聲明決定將列卡度降職為助教。
初期表現一直出色的黎耀昌，可惜很快就受到傷患困擾，直到季尾屬會南華宣佈經重新檢視球隊近年發展後，決定來屆退出港超聯轉戰甲組培育青年球員，而黎耀昌將於新一季離隊轉會新成立的港超聯球會理文更被委任為球隊副隊長，但他加盟後出場機會不多在各項在各項賽事僅上陣5場錄得3次正選及2次後備，直到2018年1月24日他獲港超聯球會陽光元朗借用直至球季完結，並在2月4日對東方龍獅的聯賽，在67分鐘後備入替首度為元朗上陣，結果協助元朗以1–1賽和對手，隨後他更在2月25日對標準流浪的聯賽，在88分鐘後備入替後1分鐘即取得加盟後的首個入球，協助元朗以2–1勝出。

## 國際賽生涯
黎耀昌在17歲時獲陳曉明教練希望帶黎耀昌和歐陽耀冲及曾錦濤等同期隊友參與獅城盃，但參與完一次操練後覺得自己未夠班，便推掉代表香港青年軍，其後曾偉忠教練亦想帶黎耀昌參與亞青盃，不過兩次都因為沒有信心而覺得自己未夠班，所以他都放棄，直到他真正出道後不能再拒絕任何徵召，就硬著頭皮為香港踢國際賽，才發現自己有能力應付到，他在2009年入選香港奧運代表隊，惟只曾後備上陣20分鐘，最終助香港歷史性贏得奪取2009年東亞運動會足球金牌，黎耀昌在2010年1月6日以0–4不敵巴林國家隊的亞洲盃外圍賽，首次代表香港參與國際A級賽，直到2015年3月，黎耀昌相隔5年再獲香港隊徵召入選35人初選名單備戰友賽關島國家隊，但最終未嘗操練便被剔出決選名單。

## 榮譽
元朗
- 香港高級組銀牌冠軍（2017–18季度）

香港代表隊
- 東亞運動會足球項目冠軍（2009年）
- 龍騰盃冠軍（2009、2010年）
- 港澳埠際賽冠軍（2007、2008年）

## 外部連結
- 香港足球總會網站球員資料（页面存档备份，存于）